# Буковский, Александр Петрович
Алекса́ндр Петро́вич Буко́вский (11 августа 1868 — 21 апреля 1944) — русский генерал-майор, командир лейб-гвардии Егерского полка, герой Первой мировой войны.

## Биография
Православный. Из потомственных дворян. Уроженец Седлецкой губернии.
Окончил Оренбургский кадетский корпус (1885) и 2-е военное Константиновское училище (1887), выпущен подпоручиком с прикомандированием к лейб-гвардии 2-му стрелковому батальону.
Чины: подпоручик гвардии (1887), поручик (1891), штабс-капитан (за отличие, 1893), капитан (1900), полковник (1906), генерал-майор (за отличие, 1913).
В 1893 году окончил Николаевскую академию Генерального штаба по 1-му разряду, но остался во 2-м стрелковом батальоне.
Прослужил в батальоне до 1910 года, в течение одиннадцати лет и девяти месяцев командовал ротой. В 1910—1913 годах командовал 145-м пехотным Новочеркасским полком.
14 декабря 1913 назначен командиром лейб-гвардии Егерского полка, с которым и вступил в Первую мировую войну. Удостоен ордена Св. Георгия 4-й степени
За то, что в бою 20 августа 1914 года у дер. Владиславова, лично руководя полком и двумя батареями, занимавшими левый фланг 1-й гвардейской дивизии, искусными и решительными действиями выбил противника с ряда позиций, прорвал неприятельский боевой порядок и прочно обеспечил фланг действовавшей левее 2-й гренадерской дивизии, чем способствовал общему успеху.
Пожалован Георгиевским оружием
За то, что 19 октября 1914 года, во главе лейб-гвардии Егерского полка с 8-ю легкими орудиями, будучи направлен в обход противника, занимавшего Лысогорскую позицию, и двигаясь через трудно проходимый горный кряж, искусно выполнил этот маневр, опрокинул противостоящие ему силы противника и взял в плен 100 австрийцев; на другой день, 20 октября, продолжая наступление и лично руководя действиями полка под губительным ружейным и шрапнельным огнём, снова вышел во фланг противнику, чем способствовал другим частям дивизии овладению Лысогорской позицией.
Со 2 февраля 1916 командовал бригадой 3-й гвардейской пехотной дивизии, с августа того же года — 1-й Туркестанской стрелковой дивизией, а с октября — 3-й гвардейской пехотной дивизией. С января 1917 был начальником 38-й пехотной дивизии. 19 июня 1917 отчислен в резерв чинов при штабе Петроградского военного округа, а 30 декабря уволен от службы.
В 1918 году пробрался в Одессу. В январе 1919 занял должность генерал-инспектора пехоты при штабе Главнокомандующего добровольческими войсками в Одессе. В марте 1919, после эвакуации войск Антанты из Одессы, прибыл в Екатеринодар, где был зачислен в резерв чинов при Главнокомандующем ВСЮР, выполнял поручения начальника штаба ВСЮР.
В эмиграции во Франции и Югославии. Жил в Белграде, затем в Осиеке. Состоял почётным членом Союза царскосельских стрелков и председателем Объединения лейб-гвардии Егерского полка, в 1930-е годы был редактором «Егерского вестника».
Скончался в 1944 году в Белграде.

## Награды

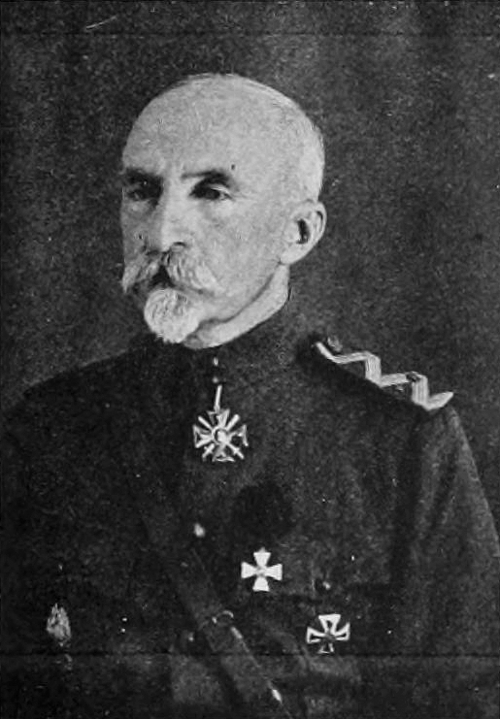
В эмиграции.

- Орден Святого Станислава 2-й ст. (1902)
- Орден Святой Анны 2-й ст. (1906)
- Орден Святого Владимира 3-й ст. (1912)
- Орден Святого Георгия 4-й ст. (ВП 30.01.1915)
- Орден Святой Анны 1-й ст. с мечами (1915)
- Орден Святого Станислава 1-й ст. с мечами (1915)
- Георгиевское оружие (ВП 14.06.1915)
- Высочайшее благоволение (09.10.1916)